# Moskovski međunarodni poslovni centar
Moskovski međunarodni poslovni centar (rus. Моско́вский междунаро́дный делово́й центр) znan i kao Moskva-City (rus. Москва-Сити) je poslovni okrug u središtu Moskve, Rusija. Trenutno je još uvijek u izgradnji. Očekuje se da će Moskva-City biti prva zona u Rusiji koja će ujediniti poslovne aktivnosti, životne prostore i zabavu u jednom okrugu. Vlasti u Moskvi su projekt osmislile 1992. godine. Procjenjuje se da će oko 250.000 do 300.000 ljudi raditi i živjeti u kompleksu u bilo koje vrijeme. Za vođenje i praćenje izgradnje je 1992. osnovana tvrtka CITY. Moskva-City se nalazi približno 4 km zapadno od Crvenog trga. Prostire se na području od 60 hektara zemljišta. Prije početka projekta, na ovom zemljištu je bio stari kamenolom s mnogo napuštenih ili zatvorenih tvornica i skladišta. Procjenjuje se da je ukupna vrijednost projekta oko 12 milijardi američkih dolara.

## Poveznice
- Bagrationov most

## Vanjske poveznice
- (rus.) Službena stranica kompleksa  Arhivirana inačica izvorne stranice od 4. veljače 2016. (Wayback Machine)

Ostali projekti
|  | Zajednički poslužitelj ima stranicu o temi Moskovski međunarodni poslovni centar    |
|  | Zajednički poslužitelj ima još gradiva o temi Moskovski međunarodni poslovni centar |